# Făurei
Făurei là một thị xã thuộc hạt Brăila, România. Dân số thời điểm năm 2002 là 4090 người.